# Otto Minuti per un Impero
Otto Minuti per un Impero è un gioco da tavolo strategico ideato da Ryan Laukat.
Scopo del gioco è totalizzare il maggior numero di punti vittoria conquistando più regioni e continenti possibili. I giocatori dispongono e spostano le unità sulla mappa e fondano città secondo le mosse descritte sulle carte scelte durante il proprio turno. Sulle stesse carte sono riportati diversi tipi di merce che a fine partita forniscono un ammontare in punti vittoria basato sulla loro quantità: bisogna dunque saper fare un compromesso tra il valore che una carta può fornire a fine partita e l'azione che questa permette nell'immediato.